# Gareth Williams
Gareth Williams (28 februari 1965) is een Amerikaans acteur.

## Biografie
Williams begon in 1992 met acteren in de film Malcolm X. Hierna heeft hij nog meerdere rollen gespeeld in films en televisieseries zoals Striking Distance (1993), Volcano (1997), The Cell (2000), Dawson's Creek (1998-2002), The Shield (2004) en Hollywoodland (2006).
Williams heeft een zus en is getrouwd.

## Filmografie

### Films
Uitgezonderd korte films.
- 2021 Downeast - als George
- 2020 Nobody Sleeps in the Woods Tonight - als postbode
- 2019 Gutterbee - als William
- 2018 Drive Me to Vegas and Mars - als agent Mike
- 2017 Love After Love - als Glenn
- 2016 20th Century Women - brandweerman
- 2016 In Embryo - als Perry Williams
- 2014 You're Not You - als Bruce
- 2013 Trust Me - als Chet
- 2011 Dispatch – als Billy
- 2010 Edgar Floats – als detective
- 2008 Keith – als Henry
- 2006 Hollywoodland – als Del
- 2002 The Pennsylvania Miner's Story – als John Weir
- 2002 13 Moons – als Thad
- 2001 P.O.V. – als Rock
- 2001 Hard Luck – als Raymond
- 2001 Texas Rangers – als Vic
- 2000 The Cell – als vader van Stargher
- 1999 Snow Falling on Cedars – als FBI agent
- 1998 Digging to China – als sleepwagenchauffeur
- 1997 Cold Around the Heart – als autodealer
- 1997 Playing God – als Phelps
- 1997 Executive Target – als Clay Ripple
- 1997 Volcano – als Pete
- 1996 No Way Home – als Ken Tierno
- 1996 The Bill: Target – als Derek Phillips
- 1995 Full Body Massage – als Harry Willis
- 1995 Palookaville – als Ed de politieagent
- 1994 Blessing – als Lyle
- 1993 Me and Veronica – als barkeeper
- 1993 Striking Distance – als Chick Chicanis
- 1992 Malcolm X – als verslaggever

### Televisieseries
Uitgezonderd eenmalige gastrollen.
- 2023 All the Queen's Men - als agent Watts - 5 afl.
- 2021 NCIS: New Orleans - als Michael Holland - 2 afl.
- 2019 Mindhunter - als chief Redding - 5 afl.
- 2019 True Detective - als politiecommandant Warren - 3 afl.
- 2006 Commander in Chief – als ?? – 2 afl.
- 2004 The Shield – als rechercheur Walon Burke – 7 afl.
- 2004 Deadwood – als pokken slachtoffer – 2 afl.
- 1998 – 2002 Dawson's Creek – als Mike Potter – 7 afl.
- 2001 Time of Your Life – als Gordon Merrin – 2 afl.